# Villa Eremo
Villa Eremo sorge nella città di Lecco, esattamente nel rione di Germanedo. 
La villa fu fatta costruire nel 1690 dal marchese Serponti e fu acquisita dal Comune di Lecco nel 1949. Dopo decenni di abbandono nel 2012 è stata acquistata dall'Ospedale di Lecco .
La sua pianta è a forma di H aprendo la facciata su quel che resta del suo vasto parco in cui fu costruito nel 1989-2000 lo stesso Ospedale. 